# Vermeetkundigingsvermoeden van Thurston
Het vermeetkundigingsvermoeden van Thurston stelt dat compacte 3-variëteiten kunnen worden ontleed in deelvariëteiten die meetkundige structuren hebben. Het vermoeden is een analogon voor 3-variëteiten van de uniformeringsstelling voor oppervlakken. Het werd in 1982 voorgesteld door William Thurston, en impliceert een aantal andere vermoedens, zoals het vermoeden van Poincaré en het elliptisatievermoeden van Thurston. 
Thurstons hyperboliseringsstelling impliceert dat Haken-variëteiten voldoen aan het vermeetkundigingsvermoeden. Thurston kondigde een bewijs aan in de jaren 1980 en sindsdien zijn diverse volledige bewijzen in druk verschenen.
Grigori Perelman gaf een bewijs van het volledige vermeetkundigingsvermoeden in 2003 met behulp van Ricci-stromen. Er zijn nu vier verschillende artikelen met details van het bewijs. Het vermoeden van Poincaré en het "sferische ruimtevorm" vermoeden zijn gevolgen van het vermeetkundigingsvermoeden; er zijn echter kortere bewijzen van de voornoemde vermoedens die niet leiden tot het vermeetkundigingsvermoeden.

## Het vermoeden
Een 3-variëteit heet gesloten als het een compacte ruimte is zonder grens.
Elke gesloten 3-variëteit heeft een priemontbinding: dit betekent dat het de aangesloten som is van priem 3-variëteiten (deze ontleding is in essentie uniek met uitzondering van een klein probleem in het geval van niet-oriënteerbare variëteiten). Deze eigenschap reduceert veel van het onderzoek aan 3 variëteiten tot het geval van priem 3-variëteiten, die dus niet geschreven kunnen worden als een niet-triviale aaneengesloten som.
Het vermoeden van Thurston zegt:
Elke priem georiënteerde gesloten 3-variëteit kan worden gesneden langs torussen, zodat het inwendige van elk van de resulterende variëteiten een meetkundige structuur heeft met eindig volume.
Er zijn acht mogelijke meetkundige structuren in drie dimensies, die hieronder worden beschreven. Er is een unieke, minimale manier,  genaamd de JSJ-ontleding, om een irreducibele  georiënteerde 3-variëteit langs torussen in stukken te snijden die Seifert-variëteiten of atoroïdaal zijn. Dit is niet helemaal hetzelfde als de decompositie in het vermeetkundigingsvermoeden, omdat sommige van de stukken in de JSJ-ontleding mogelijk niet meetkundige structuren met eindig volume zijn.

## De acht Thurston-meetkundes

### Sferische meetkundeS3
De puntstabilisator is O3(R), en de groep G is de 6-dimensionale Lie-groep O4(R), met 2 componenten.
De corresponderende variëteiten zijn precies de gesloten 3-variëteiten met eindige fundamentaalgroep. Voorbeelden hiervan zijn de 3-sfeer, de Poincaré-homologiesfeer, Lens-ruimten.
Deze meetkunde kan als een linker-invariante metriek op de Bianchi-groepen van type IX worden gemodelleerd.  Variëteiten met deze meetkunde zijn allen compact en hebben de structuur van een Seifert-vezelruimte (vaak op verschillende manieren). De volledige lijst van zulke variëteiten wordt gegeven in het artikel over Seifert-3-variëteiten.
Onder de Ricci-stroom storten variëteiten met deze meetkunde in tot een punt in de eindige tijd.

### Euclidische meetkundeE3
De puntstabilisator is O3(R), en de groep G is de 6-dimensionale Lie-groep R3.O3(R), met 2 componenten. Voorbeelden hiervan zijn de 3-torus, en meer in het algemeen de mapping torus van een eindige orde automorfisme van de 2-torus, zie torusbundel. Er zijn exact 10 eindige gesloten 3-variëteiten met deze meetkunde, 6 oriënteerbare en 4 niet-oriënteerbare.
Deze meetkunde kan als een linker-invariante metriek op de Bianchi-groepen van type I of VII0 worden gemodelleerd. Eindige volume variëteiten met deze meetkunde zijn compact en hebben de structuur van een Seifert-vezelruimte (soms op twee manieren). De volledige lijst van zulke variëteiten wordt in het artikel over Seifert-vezelruimten gegeven.
Onder de Ricci-stroom blijven variëteiten met de Euclidische meetkunde invariant.